# Virginio Canavesio
Virginio Ugo Canavesio (Torino, 26 settembre 1908 – Besano, 8 ottobre 2000) è stato un arbitro di calcio italiano.

## Carriera arbitrale
Per la Sezione Arbitrale di Torino inizia la carriera di arbitro sul finire degli anni trenta, nella stagione 1941-42 esordisce in Serie B il 4 gennaio 1942 nella partita Spezia-Reggiana (1-0) sono anni di guerra ma il calcio non si ferma, in Serie A ci arriva a guerra finita il 20 ottobre 1946, esordendo a Genova nel dirigere la partita Genoa-Livorno (0-0), in tutto nella massima serie ha diretto sessantacinque partite in sette anni di attività, l'ultima direzione a Roma il 10 maggio 1953 ed è stata la partita Lazio-Fiorentina (0-1)